# Quintette du Hot Club de France
Il Quintette du Hot Club de France è stato un gruppo jazz fondato in Francia nel 1934 dal chitarrista belga di etnia sinti Django Reinhardt e dal violinista francese Stéphane Grappelli e attivo in un modo o nell'altro fino al 1948.
Il Quintetto è considerato uno dei più significativi gruppi di jazz continentale, descritto dal critico Thom Jurek come "uno dei gruppi più originali nella storia del jazz registrato". L'innovazione del gruppo veniva anche dal fatto che era fatto estremamente raro vedere un gruppo jazz formato da soli strumenti a corda.
I componenti più significativi furono Reinhardt, Grappelli, il bassista Louis Vola e i chitarristi ritmici Roger Chaput e Joseph Reinhardt (fratello minore di Django) che completavano il suono globale del quintetto e aggiungevano occasionalmente effetti percussivi.

## Storia

### Formazione
Esistono, secondo la critica, molteplici versioni riguardanti la formazione della band. La più largamente accettata dagli storici moderni è che il gruppo si evolse da una serie di sessioni di improvvisazione guidate da Django con Stéphane Grappelli. Comunque, il bassista Vola dichiarò in un'intervista che incontrò i fratelli Reinhardt mentre suonavano su una spiaggia a Tolone. Li invitò a improvvisare con la sua band, che includeva Grappelli e Chaput.
Dopo una serie di incontri musicali informali all'Hotel Claridge, l'organizzatore di concerti Pierre Nourry e Charles Delaunay (entrambi leader dell'Hot Club de France, un'associazione guidata da Hugues Panassié improntata all'apprezzamento del jazz) cercavano una band per spettacoli fissi. Il quintetto fece diventare popolare il genere chiamato gipsy jazz. Seguirono alcuni tour europei, che ebbero successo, in modo particolare nel Regno Unito.
Molti bassisti e chitarristi ritmici ruotarono dentro e fuori dal gruppo, lasciando solo Django e Grappelli come costanti.

### La seconda guerra mondiale
Quando scoppiò la seconda guerra mondiale nel 1939, il Quintetto era in tournée in Inghilterra. Reinhardt, che non sapeva parlare inglese, tornò immediatamente in Francia, dove pensava di essere più al sicuro che in Inghilterra. Grappelli, dal canto suo, rimase in Inghilterra.
Django continuò ad usare il nome del Quintetto con un gruppo differente. I partecipanti erano Hubert Rostaing, come primo di molti clarinettisti, coadiuvati da sezioni ritmiche più convenzionali, con batteria, basso e chitarra ritmica suonata dal figlio di Django, Lousson Reinhardt, o suo fratello Joseph. Questa versione del quintetto in genere presentava sei componenti e fu quindi usualmente chiamata Django et le Quintette du Hot Club de France, o a volte come Le Nuveau Quintette de Django. Per problemi legati alla guerra, il gruppo non registrò più di tanto, anche se in quel periodo venne incisa la prima versione della composizione di Django Nuages, diventata poi uno standard jazz.
Nel 1946, dopo la guerra, Grappelli e Django si riunirono sotto il nome del Quintetto nel formato di soli strumenti a corda. Come prima, si ciclarono un gran numero di bassisti e chitarristi ritmici. L'ultima formazione del Quintetto si esibì e registrò alcuni pezzi a intermittenza intorno al 1948.